# 无锡旅情
《无锡旅情》（日语：無錫旅情）是日本歌手尾形大作于1986年9月发行的单曲。

## 概要

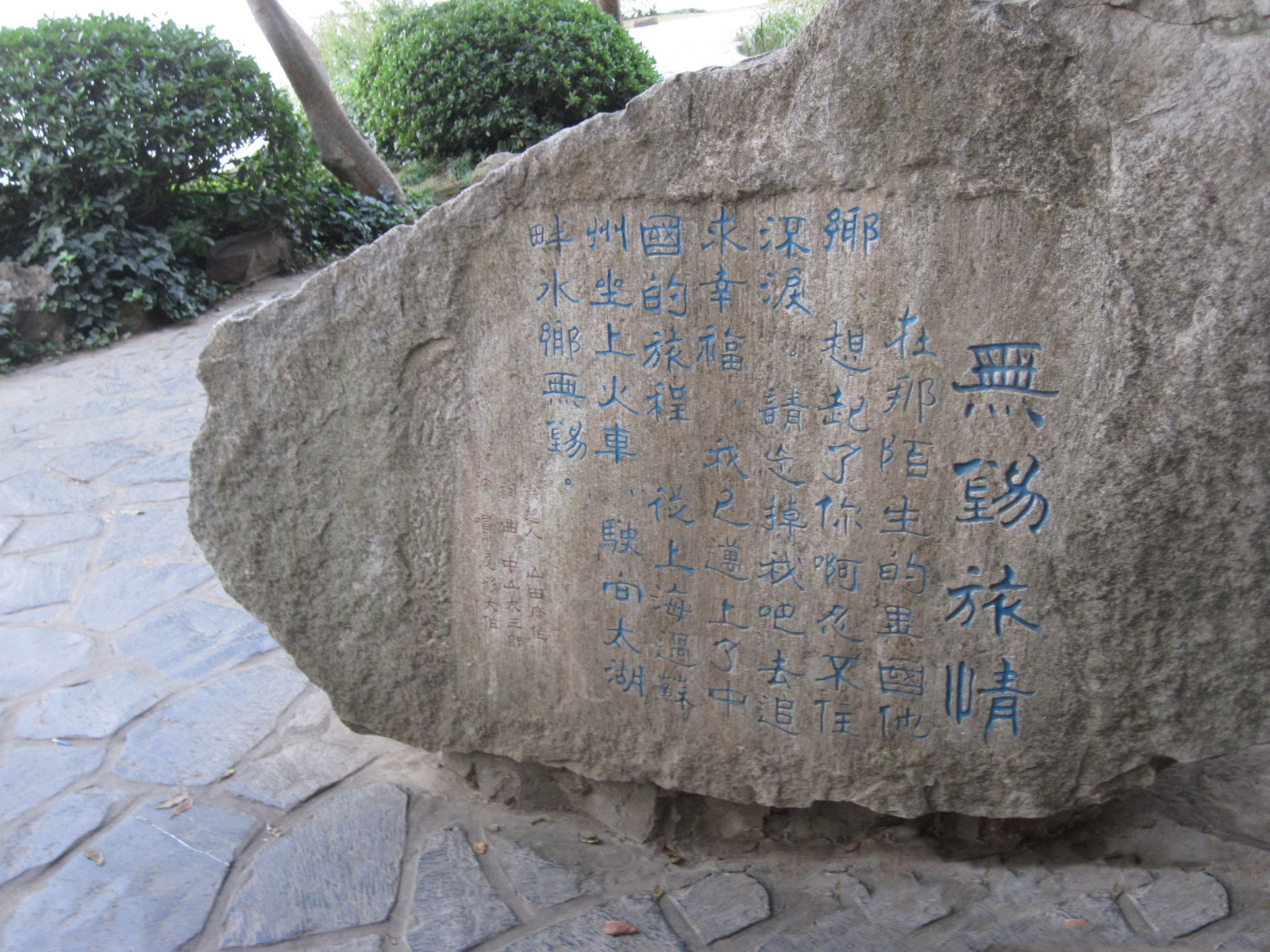
位于鼋头渚的《无锡旅情》石碑

1986年，无锡市旅游部门（现为无锡市文化和旅游部门）为了吸引日本游客，在日本观光业界的支持下邀请了日本作词家和作曲家到无锡旅游。词曲作家中山大三郎在回国后创作了这首歌，并由尾形大作演唱。
尾形大作凭借这首歌获得了1987年第29届日本唱片大奖金奖，并首次出演NHK红白歌合战。
根据日本音乐著作权协会的著作权使用费推定，1988年度（1988年4月1日至1989年3月31日）该曲的卡拉OK演唱数为4350万次，名列第一位。
由于这首歌的影响，无锡的知名度在日本有了很大的提升。1980年代后期，前往无锡的日本观光客骤增，累计接待海外游客80余万人次，带动并推动了无锡文化旅游业的发展。
1988年3月，沪杭铁路事故导致来自日本高知县的修学旅行团中28人死亡。这首歌因提及上海经苏州至无锡的火车而在日本遭到自主规制，长期停播。
无锡市鼋头渚公园中设立了这首歌的中文版歌词石碑。

## 收录曲
词曲：中山大三郎；编曲：斉藤恒夫。
1. 无锡旅情
2. 清名桥（日语：清名橋から）